# Upware
Upware – wieś w Anglii, w hrabstwie Cambridgeshire, w dystrykcie East Cambridgeshire. Leży 15 km na północny wschód od miasta Cambridge i 93 km na północ od Londynu.